# کریم‌آباد (اردستان)
کریم‌آباد (اردستان)، روستایی از توابع بخش زواره شهرستان اردستان در استان اصفهان ایران است.
این روستا به واسته مجاورت بادشت کویر دارای جاذبه‌های منحصربفرد گردشگری  می‌باشد .

## جمعیت
این روستا در دهستان ریگستان قرار دارد و براساس سرشماری مرکز آمار ایران در سال ۱۳۸۵، جمعیت آن ۹۳ نفر (۲۹خانوار) بوده‌است.